# Nữ quyền mập mạp

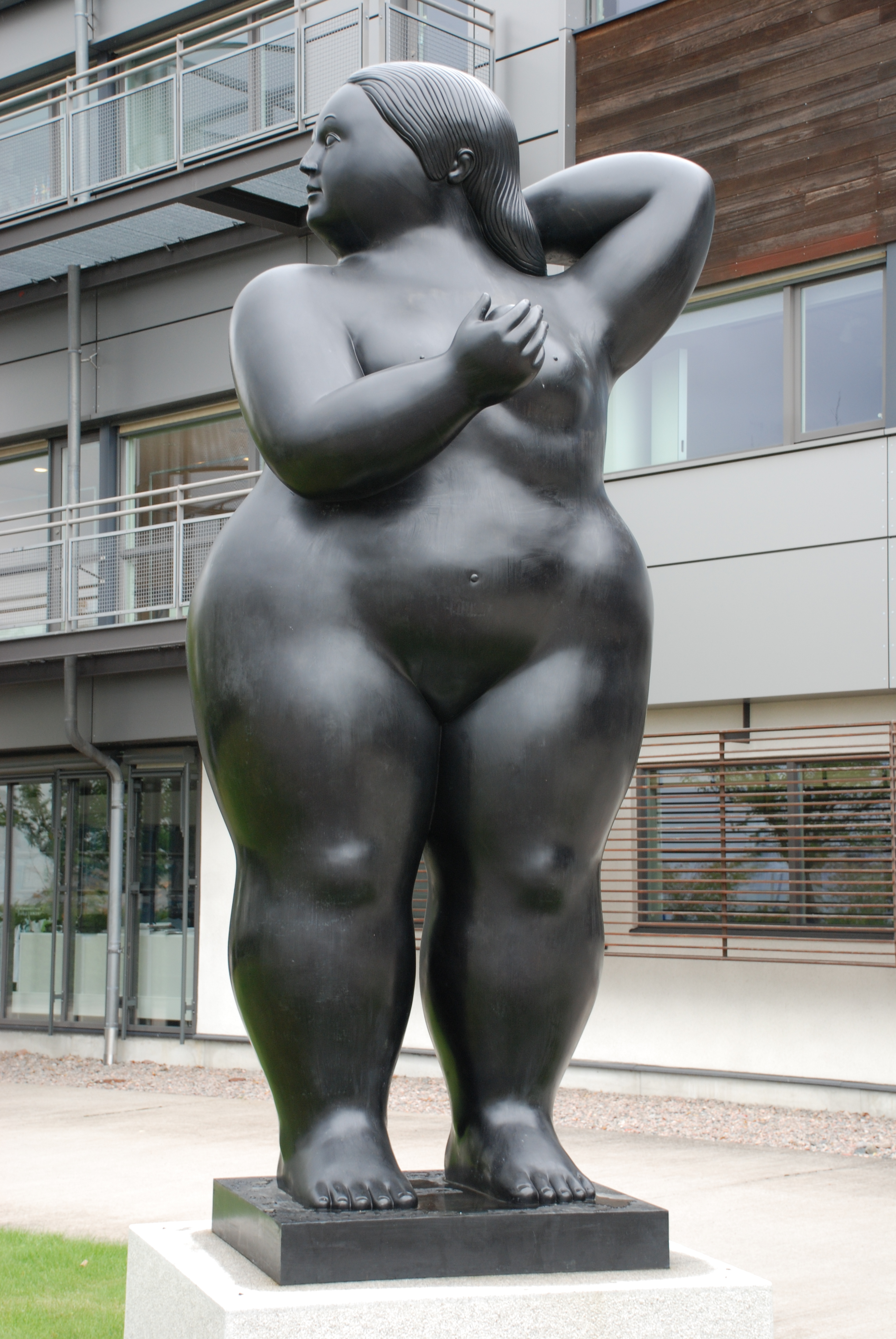
Bức tượng của tác giả Fernando Botero về một phụ nữ béo mập nhằm tôn vinh quyền của những phụ nữ có thân hình đẫy đà

Nữ quyền mập mạp (Fat feminism) thường gắn liền với cách nhìn nhận sự "tự tin vào cơ thể" (Body-positivity) là một phong trào xã hội kết hợp các chủ đề nữ quyền về bình đẳng, công lý xã hội và phân tích văn hóa dựa trên cân nặng của một người phụ nữ hoặc một người nữ tính phi nhị nguyên. Nhánh nữ quyền này giao thoa giữa cái sự ghét phụ nữ (Misogyny) và chủ nghĩa phân biệt giới tính và thành kiến với béo phì, mập mạp, thừa cân. Những người theo chủ nghĩa nữ quyền mập mạp ủng hộ sự tích cực về cơ thể chấp nhận tất cả các loại hình cơ thể, bất kể cân nặng của nữ giới, cũng như loại bỏ sự thiên vị mà những người béo mập gặp phải trực tiếp hoặc gián tiếp. Những người theo chủ nghĩa nữ quyền béo mập bắt nguồn từ chủ nghĩa nữ quyền làn sóng thứ ba và phù hợp với phong trào chấp nhận béo phì (Fat acceptance movement). Những người có thân hình đầy đặn theo tiêu chuẩn ngày nay đều là những hình mẫu nổi bật trong các bức tranh cổ điển của Titian, Rubens và nhiều nghệ sĩ khác. Một phần đáng kể của sự tích cực về cơ thể trong làn sóng thứ ba tập trung vào việc chấp nhận và lấy lại sự nữ tính, chẳng hạn như trang điểm và đi giày cao gót, mặc dù làn sóng thứ hai đã chống lại những điều này.

## Đại cương
Chủ nghĩa nữ quyền béo phì phương Tây đương đại hoạt động mạnh để nhằm phá bỏ các cấu trúc quyền lực áp bức mà ảnh hưởng không cân xứng đến những người béo phì, những người bị xem là kỳ quặc, những người không phải là người da trắng, người khuyết tật và các nhóm không phải là có số má khác. Phong trào bao gồm nhiều chủ đề như văn hóa ăn kiêng, sợ béo, tính đại diện trong phương tiện truyền thông, chủ nghĩa khuyết tật, và phân biệt đối xử trong việc làm. Roxane Gay là một nhà văn đã phải đối mặt với vô số thành kiến tràn lan đối với phụ nữ béo. Trong cuốn sách năm 2017 "Hunger: A Memoir of (My) Body" đã kể lại những câu chuyện về sự thô lỗ mà cô thường gặp khi ngồi cạnh người lạ trên máy bay. Cô coi chứng sợ béo là một vấn đề nữ quyền: “Là một phụ nữ, và là một phụ nữ béo, tôi lẽ ra không nên chiếm chỗ. Tuy nhiên, với tư cách là một nhà nữ quyền, tôi được khuyến khích tin rằng mình có thể chiếm lĩnh không gian”. Trong khi đó, các tác phẩm ấn tượng của nghệ sĩ người Anh Jenny Saville tôn vinh vẻ đẹp của phụ nữ béo. Những bức tranh nữ quyền nổi tiếng này của Saville đã giúp vạch ra con đường cho các nữ họa sĩ, liên quan đến việc thách thức các tiêu chuẩn về vẻ đẹp được hệ thống hóa trong hình ảnh, dù là nghệ thuật hay quảng cáo, mà phụ nữ thường bị áp lực phải tuân theo. Theo Apryl Williams thì có tới 14% chương trình truyền hình giờ vàng có hình ảnh phụ nữ "thừa cân" hoặc "béo phì".
Những người chỉ trích chủ nghĩa nữ quyền béo phì đã tuyên bố rằng có những vấn đề đáng kể với phong trào này, nhiều vấn đề trong số đó liên quan đến sự loại trừ và đại diện. Một trong những lời chỉ trích đó là chủ nghĩa nữ quyền béo phì có thể dẫn đến việc chế giễu ngoại hình và loại trừ những người có các loại cơ thể khác, vì nghiên cứu về béo phì đôi khi có một sự đặc quyền dành cho một cô gái thừa cân và một bất lợi dành cho một cô gái gầy gòm mảnh khảnh. Những nhà phê bình khác về chủ nghĩa nữ quyền béo phì và các phong trào tích cực về cơ thể đã tuyên bố rằng các phong trào này bỏ qua những người không phải là phụ nữ da trắng, béo phì và có thân hình cân đối. Điều này dẫn đến việc các phong trào được gọi là những người có khả năng, vì những người khuyết tật thường bị loại khỏi các cuộc thảo luận. Tương tự như vậy, phụ nữ da màu cũng gặp phải những vấn đề tương tự vì họ không được đại diện thường xuyên như phụ nữ da trắng trong phong trào này. Sự loại trừ dựa trên giới tính cũng đã được thể hiện, vì những người chỉ trích cho rằng các phong trào bỏ qua cách nam tính gắn liền với kích thước cơ thể và nam giới hiếm khi được đại diện. Các học giả như Ashley Kraus và Amara Miller cũng đã bình luận rằng thuật ngữ tích cực về cơ thể thường được hiểu là chấp nhận cơ thể của cá nhân và do đó, không có tác dụng gì trong việc phá bỏ các cấu trúc quyền lực ảnh hưởng trực tiếp đến các cơ quan không có quyền làm chủ. Vì những lời chỉ trích này, những người theo chủ nghĩa nữ quyền béo phì giao thoa như Crabbe và những người có ảnh hưởng khác đã bắt đầu lên tiếng về việc phong trào tích cực về cơ thể có mối liên hệ trực tiếp với chủ nghĩa nữ quyền béo phì.

## Chú thích

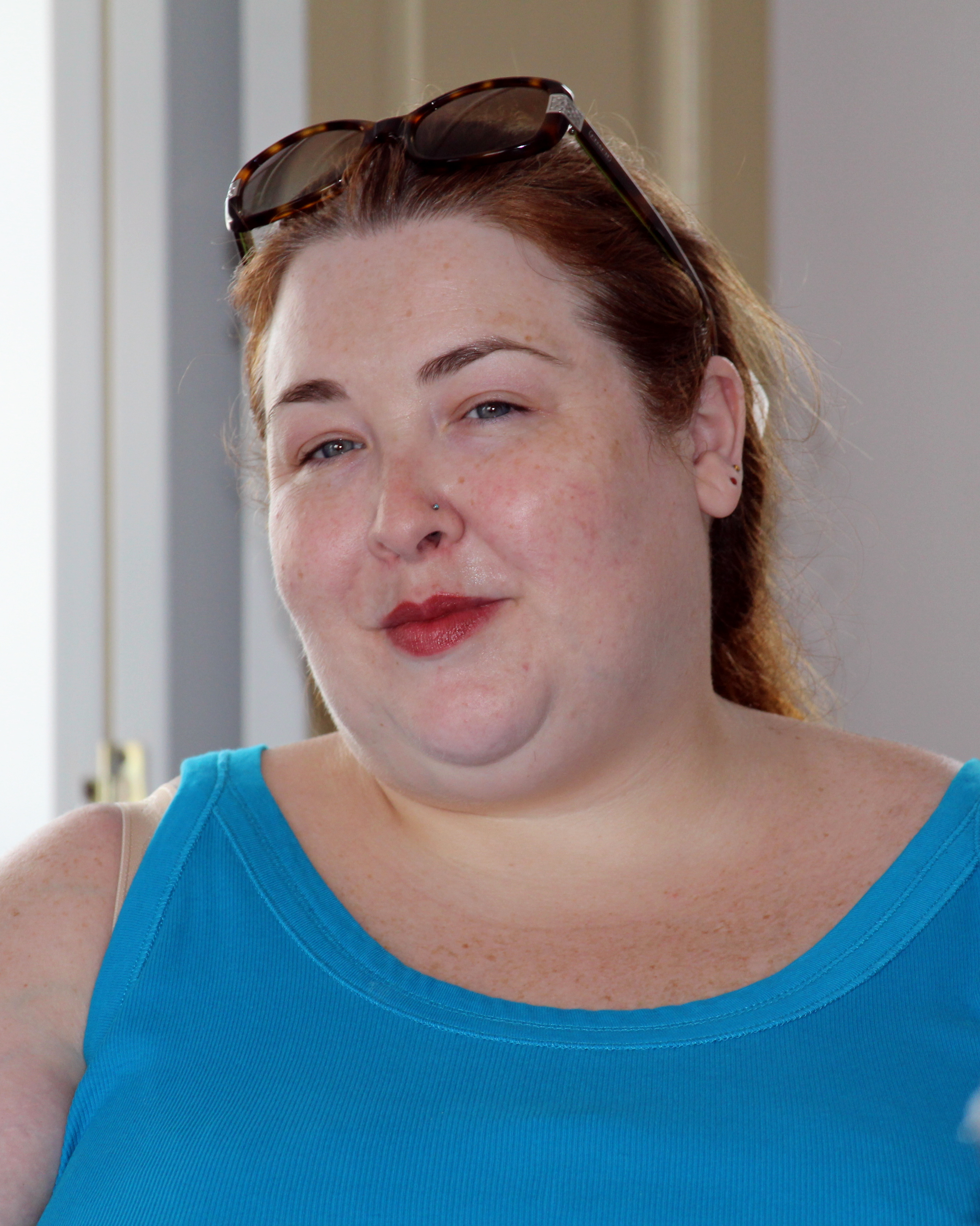
Nhà đấu tranh về nữ quyền béo phì Cat Pausé